# Alicja Wołyńczyk
Alicja Wołyńczyk, również jako Alicja Wołyńczyk-Raniszewska – polska saksofonistka. 
Koncertowała we Francji, Niemczech, Danii, Bułgarii. Współpracuje z Filharmonią Narodową – Estrada Kameralna dla Dzieci i Młodzieży oraz udział w koncertach symfonicznych, i Sinfonią Varsovią – muzyk doangażowywany (saksofon nie ma stałej pracy w orkiestrze).
Z wyróżnieniem ukończyła studia na Akademii Muzycznej im. F. Chopina w Warszawie w klasie Pawła Gusnara. Jest też absolwentką Uniwersytetu Warszawskiego. Studiowała również w Hogeschool IJselland (stypendium Socrates-Erasmus). Była stypendystką Ministra Kultury i Dziedzictwa Narodowego. Laureatka licznych konkursów. Wraz z Jarosławem Gałuszką zajęła I miejsce i otrzymała nagrodę specjalną na prestiżowym 43. Międzynarodowym Konkursie Akordeonowym w Klingenthal
Występowała w zespole muzycznym Transmisja (grupa muzyczna), Easy Band All Stars.
Współpracowała z wieloma kwartetami saksofonowymi m.in.: Saksmisja, SaxSound, A4, kwartet Ryszarda Borowskiego, czy Akademia. Współtworzy duet CyjaSax (wraz z akordeonistą Jarosławem Gałuszką) i Modern Sax Duo (z saksofonistką Dorotą Samsel).
Nagrania z udziałem Alicji Wołyńczyk, to m.in.: obie płyty Transmisji – Lekkie uderzenie, Lekkie odurzenie; płyta Nowa idea fortepianu? (kwartet saksofonowy) – płyta dnia (3 czerwca 2009) Polskiego Centrum Informacji Muzycznej III Symfonia płyta z utworami Henryka Mikołaja Góreckiego w wykonaniu Sinfonii Varsovii, płyta z pieśniami powstańczymi z chórem chłopięcym Pueri Cantant (kwartet saksofonowy). Brała udział w nagraniu Jutrzni Krzysztofa Pendereckiego przez Filharmonię Narodową pod batutą Antoniego Wita a także (wraz z Dorotą Całek, Jakubem Jakowiczem, Tomaszem Strahlem i Urszulą Świerczyńską) w nagraniu płyty Hear the Time nominowanej do Nagrody Muzycznej Fryderyk 2025 w kategorii Muzyka Kameralna – Wokalna.
Autorka książki Współczesne techniki saksofonowe dla kompozytorów (2023).